# Football Club Catanzaro 2009-2010
Questa pagina raccoglie le informazioni riguardanti il Football Club Catanzaro nelle competizioni ufficiali della stagione 2009-2010.

## Rosa
| N. |                   | Ruolo | Calciatore                  |
| -- | ----------------- | ----- | --------------------------- |
|    | Italia (bandiera) | C     | Alessandro Armenise         |
|    | Italia (bandiera) | C     | Settembrino Basile          |
|    | Italia (bandiera) | C     | Giuseppe Benincasa          |
|    | Italia (bandiera) | C     | Christian Berger            |
|    | Italia (bandiera) | C     | Alessandro Bruno            |
|    | Italia (bandiera) | C     | Serafino Capicotto          |
|    | Italia (bandiera) | A     | Massimiliano Caputo         |
|    | Italia (bandiera) | D     | Ivano Ciano                 |
|    | Italia (bandiera) | C     | Francesco Corapi            |
|    | Italia (bandiera) | D     | Ciro De Franco              |
|    | Italia (bandiera) | D     | Stefano Dicuonzo            |
|    | Italia (bandiera) | D     | Roberto Di Maio             |
|    | Italia (bandiera) | D     | Giovanni Giuseppe Di Meglio |

| N. |                      | Ruolo | Calciatore                |
| -- | -------------------- | ----- | ------------------------- |
|    | Italia (bandiera)    | D     | Mattia Donati             |
|    | Argentina (bandiera) | C     | Emiliano Nicolas Forgione |
|    | Italia (bandiera)    | C     | Rosario Gaglione          |
|    | Italia (bandiera)    | A     | Diego Gigliotti           |
|    | Italia (bandiera)    | D     | Roberto Gimmelli          |
|    | Italia (bandiera)    | C     | Davide Lodi               |
|    | Argentina (bandiera) | C     | Lucas Longoni             |
|    | Italia (bandiera)    | P     | Roberto Mancinelli        |
|    | Italia (bandiera)    | A     | Antonio Montella          |
|    | Italia (bandiera)    | A     | Manolo Mosciaro           |
|    | Ungheria (bandiera)  | C     | Márk Orosz                |
|    | Italia (bandiera)    | C     | Daniele Unniemi           |
|    | Italia (bandiera)    | P     | Alessandro Vono           |